# Springfield Armory (Massachusetts)

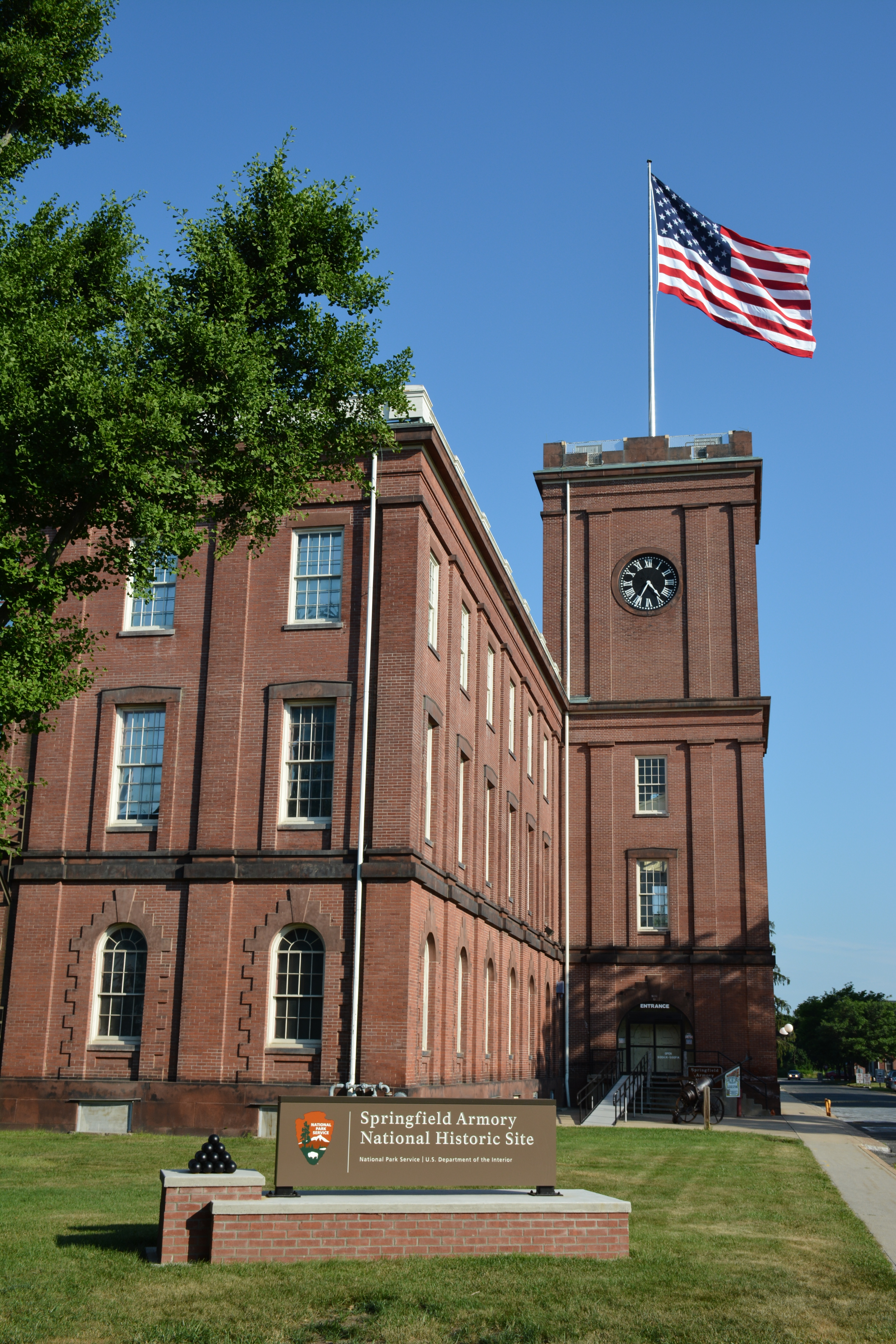
Springfield Arsenal

Die Springfield Waffenfabrik, um 1860

Die Springfield Armory in Massachusetts (Offizielle Bezeichnung National Armory, Springfield) war die wichtigste staatliche Waffenfabrik der USA, die später erstellte Harpers Ferry Armory war kleiner. Sie wurde auf dem Gelände des Springfield Arsenals gebaut, wo ab 1777 Munition und anderes Kriegsmaterial hergestellt wurde. Von 1795 bis 1968 wurden dort die meisten von der US-Armee geführten Gewehre, vom Steinschlossgewehr bis zum Selbstladegewehr, hergestellt. Zudem war sie ein wichtiges Arsenal (Zeughaus) der USA für leichte Waffen. 1968 entschied der damalige Staatssekretär des Verteidigungsdepartementes der Vereinigten Staaten, Robert McNamara, die Springfield Armory zu schließen. Heute ist sie ein Museum.

## Geschichte

### Unabhängigkeitskrieg

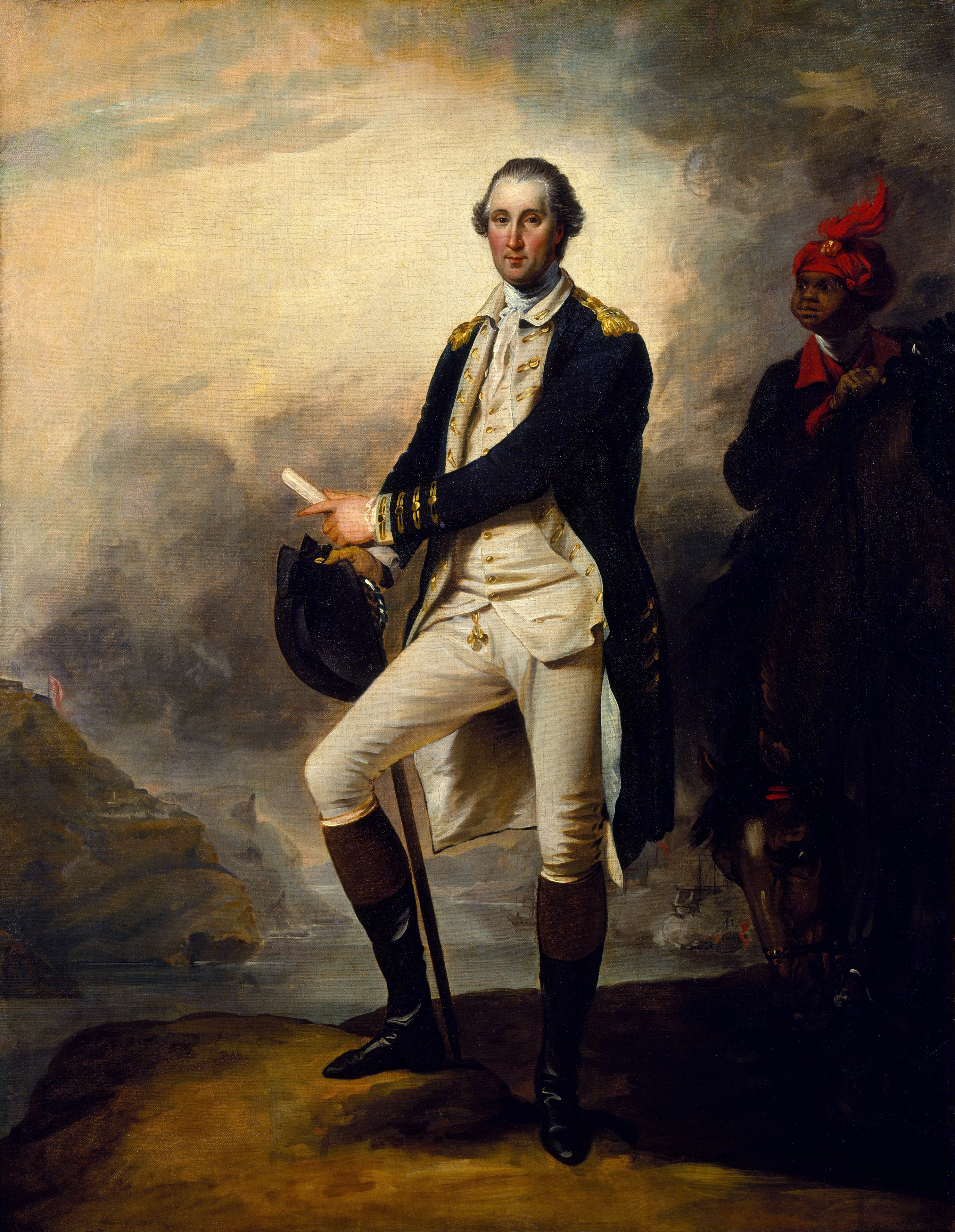
George Washington, von John Trumbull, 1780

Vor dem Amerikanischen Unabhängigkeitskrieg waren die Kolonisten in Nordamerika mit britischen und französischen Waffen, seltener mit Importen aus den Niederlanden und Spanien, bewaffnet. Als die ersten Unruhen ausbrachen, stoppte Großbritannien alle Lieferungen an die Siedler. Da es in Nordamerika noch keine Waffenindustrie gab und die Büchsenmacher Schusswaffen nicht in großer Stückzahl herstellen konnten, war man auf Konterbande aus Frankreich angewiesen.
Colonel Henry Knox, ein George Washington unterstellter Offizier, vertrat die Ansicht, dass an geeigneten Orten Arsenale mit Werkstätten zur Lagerung und Instandhaltung von Waffen angelegt werden sollten, zudem sollten dort auch Munition, Geschützprotzen und anderes Kriegsmaterial hergestellt werden. Nachdem George Washington diesen Vorschlag unterstützt und der Kongress ihn gebilligt hatte, wurden in einer Studie mögliche Standorte untersucht.
Ein erstes Depot wurde in Carlisle (Pennsylvania) nahe dem damaligen Kriegsschauplatz, jedoch weit genug von den britischen Truppen entfernt errichtet, um von diesen nicht gefährdet zu sein.
Kurz darauf wurde entschieden, ein weiteres Arsenal in den Staaten Neuenglands zu errichten. Vorgeschlagen wurden Brookfield und, von George Washington bevorzugt, Hartford (Connecticut). Colonel Knox brachte ihn von dieser Idee ab, da seiner Meinung nach britische Schiffe vom Long Island Sound aus problemlos den Connecticut River hinaufsegeln und Hartford angreifen könnten. Knox schlug das weiter oben am Connecticut River liegende Springfield (Massachusetts) vor, da der Fluss dort für größere Schiffe nicht mehr schiffbar war. Die Region konnte einen für die Errichtung von Gebäuden notwendigen großen Waldbestand und drei große Sägewerke vorweisen, zudem konnte die Wasserkraft des Flusses genutzt werden.
Ab Ende 1777 wurde auf einer Anhöhe bei Springfield mit dem Bau von Baracken, Lagerhäusern, Werkstätten und Pulvermagazinen begonnen. Fast gleichzeitig begann die Munitionsherstellung, die Reparatur von Musketen und etwas später die Herstellung von Geschützprotzen.
Wegen der schnellen Ausweitung des Unabhängigkeitskrieges wurde alles überzählige Kriegsmaterial von der Atlantikküste weg zur sicheren Aufbewahrung nach Springfield gebracht. Das Arsenal wurde damit zu einem wichtigen Logistikzentrum, hier wurden neben Waffen und Munition auch Kleidung, Lebensmittel und anderes Material gelagert, hergestellt und umgeschlagen. Die Ortschaft Feeding Hills in der Nähe des Arsenals erhielt ihren Namen wegen der dort für die Armee gezüchteten Rinderherden.
Nach Robert W.D. Ball war die Versorgung durch das Springfield Arsenal eine wesentliche Voraussetzung für den Erfolg der Kampagnen gegen Howe und St. Leger sowie des Angriffs auf die in Kanada stationierten Gegner im Jahre 1779.
Mit dem Ende des Krieges 1781 wurden die meisten Beschäftigten entlassen, nur wenige Arbeiter verblieben im Arsenal.

### 1782–1795
1782 beschloss der Kongress, das Springfield Arsenal weiter zu betreiben und zu erweitern. Im gleichen Jahr wurde auch mit dem Bau eines neuen Pulvermagazins für 4.000 Fass Schießpulver begonnen, dieses wurde bis 1842 genutzt.
1786 erfolgte ein Angriff von Farmern auf das Arsenal, um Waffen zu entwenden. Ziel der Farmer war, lokale Gerichte zu besetzen, um diese daran zu hindern, ihre überschuldeten Ländereien zu enteignen. Der Plan wurde rasch von der örtlichen Miliz vereitelt. Um Unruhen vorzubeugen und ihre Position zu legitimieren, legte die Regierung der Vereinigten Staaten eine bereinigte Verfassung vor, die mit ihrer Ratifikation 1788 die vorher bestehenden Konföderationsartikel ablöste. Sie ist als Verfassung der Vereinigten Staaten heute noch gültig.
1794 beschloss die Regierung, die Armeewaffen in Zukunft im eigenen Land herzustellen. Der Beschluss wurde gefasst, weil im Unabhängigkeitskrieg Probleme wegen der uneinheitlichen Bewaffnung aufgetreten waren. In Zukunft sollten genügend standardisierte Waffen produziert werden, um eine stehende Armee auszurüsten. Neben der National Armory, Springfield bestimmte Präsident Washington, dass eine zweite staatliche Waffenfabrik, die Harpers Ferry Armory im Staat Virginia eingerichtet werden sollte.

### 1795 Beginn der Waffenproduktion
Nachdem Kontrollen des Waffenbestandes 1793 gezeigt hatten, dass die Reserven an Musketen ungenügend waren, gab Präsident Washington die Produktion von 7.000 Musketen vom Typ des französischen Modells 1768 „Charleville“ in Auftrag. Da sowohl Springfield als auch Harpers Ferry noch nicht aufgerüstet waren, hatte die Springfield Armory 1795 nur 220 dieser Model 1795 U.S. Flintlock Muskets hergestellt, Harpers Ferry nahm die Produktion erst 1800 auf. Gesamthaft stellte Springfield zwischen 1795 und 1814 etwas über 80.000 dieser Waffen in verschiedenen Varianten her, bei Harpers Ferry waren es zwischen 1800 und 1815 etwa 70.000 Stück.
Neben den beiden staatlichen Herstellern erhielten auch diverse Fremdlieferanten Produktionsaufträge, was dazu führte, dass die Waffen nicht den Vorgaben entsprachen und Mängel aufwiesen. Wegen fehlender Markierung und Herstellerbezeichnung war es nicht möglich, der Ursache dieser Mängel nachzugehen. Es wurde deshalb beschlossen, dass ab 1799 alle Waffen den Namen des Herstellers, eine Seriennummer, die Bezeichnung „U.S.“ und das Abbild des US-Adlers zu tragen hätten. Die ersten Prägestempel mit dem Adler wurden nach den Büchern der Armory am 11. Juni 1799 zum Preis von $ 7,41 erworben.
Gestützt auf die schlechten Erfahrungen forderten das Ordnance Department und der Kongress in einem Gesetz vom 8. Februar 1815, dass in Zukunft sämtliche Waffen nach vorgegebenen Standards gefertigt und ihre Komponenten austauschbar sein müssten. Waffen, die diese Forderungen nicht erfüllten, wurden durch die staatlichen Inspektoren zurückgewiesen. Die Model 1816 U.S. Flintlock Musket wurde somit die erste Standardwaffe der Armee.
Die Springfield Armory beschränkte sich nicht auf die Herstellung von Waffen, sie beschäftigte sich auch mit deren Weiterentwicklung und der Entwicklung von Werkzeugmaschinen zur Serienfertigung ihrer Produkte. So ließ Thomas Blanchard (24. Juni 1788 bis 16. April 1864) als Angestellter der Springfield Armory am 6. September 1819 eine Kopierfräsmaschine patentieren, die die serienmäßige Herstellung von Gewehrschäften und anderen unregelmäßig gestalteten Holzteilen erlaubte und die in der Waffenindustrie weltweit eingeführt wurde. Weitere Entwicklungen waren eine 1822 fertiggestellte Drehbank zur Außenbearbeitung von Gewehrläufen sowie Werkzeugmaschinen zur Serienfertigung von Kleinteilen.
1833 forderte eine Kommission die Einführung einer neuen Waffe in Anlehnung an das französische Modell 1822. Die Produktion lief von 1839 bis 1844, die Muskete wurde als Model 1840 U.S. Flintlock Musket in einer Stückzahl von mehr als 30.000 in Springfield produziert.
Nach dem Entscheid von 1842, die in den Arsenalen lagernden Waffen ab Herstellungsjahr 1831 auf Perkussionszündung umzurüsten, wurden diese ab 1849 in diesem Sinne modernisiert. Dies bedeutete allerdings, dass die Amerikaner im Krieg mit Mexiko 1846 noch vornehmlich auf Steinschloss-Musketen angewiesen waren.
Zwischen 1844 und 1855 wurden in Springfield und Harpers Ferry 275.000 Model 1842 U.S. Percussion Muskets hergestellt. Wie vom Ordnance Department verlangt, waren bei diesen Waffen alle Teile standardisiert und somit austauschbar. Das Modell 1842 war die letzte staatlich hergestellte Muskete mit glattem Lauf und die erste mit Perkussionszündung.
Die ersten Langwaffen mit gezogenem Lauf waren die vom Januar 1857 bis Dezember 1861 hergestellten 47.100 Model 1855 U.S. Percussion Rifle-Musketen. Später wurden diese in etwas geänderter Form als Hauptwaffe im Bürgerkrieg eingesetzt.
Der von 1855 bis 1857 hergestellte Springfield-Model-1855-Pistolen-Karabiner war eine auf dem System der 1855-Rifle-Muskete hergestellte Pistole mit aufsetzbarem Kolben. Vorgesehen war, damit die US-Cavalry und Dragoon-Regimenter zu bewaffnen.

### 1861–1865 (Sezessionskrieg)
Während des ganzen Krieges wurden in der Springfield Armory große Mengen von Schusswaffen bereitgehalten, auch die Produktion war so hoch, dass eine Tageszeitung schrieb:

“So many rifles and bayonets are now being turned out of the Springfield Armory, that if our armies lost theirs in every battle they could be replaced in a very short time.”

„Es werden so viele Gewehre und Bajonette aus der Springfield Armory ausgeliefert, dass, wenn unsere Armeen ihre in jeder Schlacht verlieren würden, sie in einer sehr kurzen Zeit ersetzt werden könnten“

Mit dem Modell 1861 und Modell 1863 wurde das letzte von der Springfield Armory hergestellte Vorderladergewehr eingeführt. Im Laufe des Sezessionskrieges endete die Zeit der Vorderladergewehre und Hinterlader wie das Sharps-Gewehr oder Repetiergewehre für Metallpatronen, das 16-schüssige Henry-Gewehr und der Spencer-Repetierer hielten ihren Einzug in die Welt des Militärs.
Nach der Zerstörung der Harpers Ferry Armory durch die Truppen der Südstaaten war Springfield der einzige verbliebene staatliche Waffenhersteller, was dazu führte, dass die US-Regierung diverse Großaufträge an Fremdhersteller wie Colt, Hartford und Remington & Sons, Ilion, NY und andere mehr vergab. Bei Kriegsende lagerte die Springfield Armory mehrere hunderttausend Vorderladergewehre ein.
Da kein Geld für die Produktion von modernen Hinterladergewehren vorhanden war, suchte man nach Möglichkeiten, Vorderladergewehre günstig umzubauen. Erskine S. Allin, Waffenmeister (engl. master armorer) in der Springfield Armory ersann eine solche Umrüstung und 1865 wurde ein erster Auftrag zur Abänderung von über 5.000 Musketen im Kaliber .58 an die Springfield Armory vergeben. 1866 wurden zusätzlich 25.000 Waffen auf Hinterladung und ein kleineres Kaliber .50 abgeändert, in der Folge wurden bis 1873 noch 65.000 solcher heute Trapdoor genannter Gewehre und Karabiner neu hergestellt.

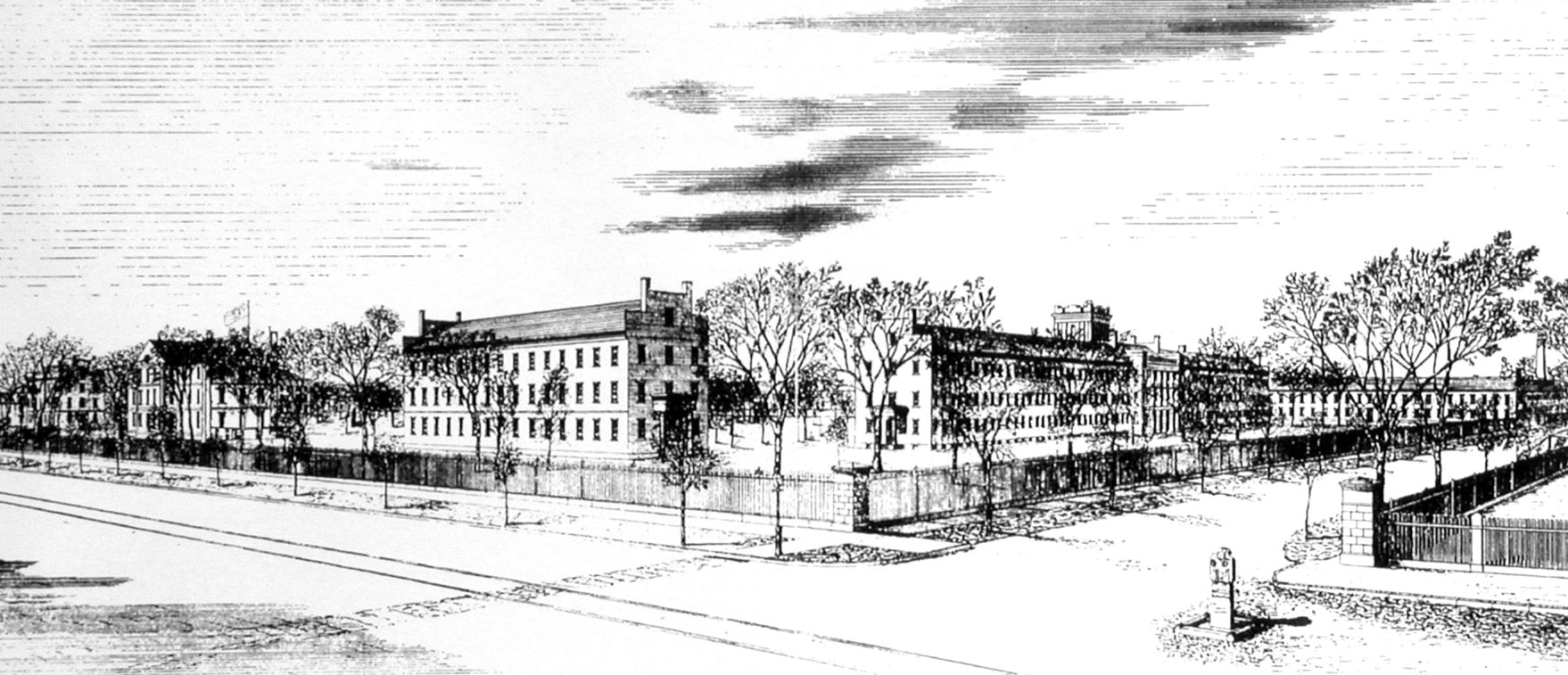
Die National Armory, Springfield, ca. 1878

Ab 1872 wurde das Trapdoor genannte Gewehr im Kaliber .45-70 Government nach einer Empfehlung durch das vom General Alfred Terry geführte Terry Board eingeführt. Zu bemerken ist, dass General Terry im Feldzug von 1876 gegen die Indianer der direkte Vorgesetzte von George Armstrong Custer war, der bei der Schlacht am Little Bighorn mit seiner 7. US-Kavallerie, auch wegen Nachladeproblemen beim Trapdoor-Karabiner, massakriert wurde.
Die Waffe wurde für 30 Jahre die Standardwaffe von Kavallerie und Infanterie. Sie wurde in den Indianerkriegen und später noch von Sekundärtruppen im Spanisch-Amerikanischen Krieg eingesetzt.

### 1890–1918
Als erstes Infanteriegewehr der US-Armee in einem modernen kleinen Kaliber wurde 1892 der Krag-Jørgensen-Repetierer im Kaliber .30-40 Krag eingeführt. Die Waffen wurden als Gewehr und Karabiner gebaut. Nach 1905 wurden sie noch zur Truppenausbildung eingesetzt und später ausgemustert.
Das fünfschüssige Model 1903 Rifle Caliber 30-06 Repetiergewehr wurde ab 1905 an die amerikanischen Streitkräften abgegeben und kam im Ersten Weltkrieg zum Einsatz. Vor dem Ersten Weltkrieg wurden in Springfield täglich 110 Gewehre gebaut, die neben der U.S. Army auch an die Nationalgarde geliefert und in Depots eingelagert wurden. Im April 1917, mit dem Eintritt in den Ersten Weltkrieg, wurde die Produktion in der Springfield Armory stark erhöht.
Zudem wurden in der Armory während des Ersten Weltkrieges total 25 767 Colt M1911-Pistolen (Nummernreihe 72 751–133 168) hergestellt.
Es wurde rund um die Uhr gefertigt, neue Gebäude wurden errichtet und Studien sollten helfen die Produktionszeiten zu reduzieren und die Effizienz zu steigern. Im November 1918 begann dann der Abbau von Arbeitskräften.

### 1919–1968
Der Erste Weltkrieg hatte auch den US-Streitkräften die Notwendigkeit von Selbstladegewehren nahegebracht. Ab 1921 begannen in der Springfield Armory Tests, bei denen Erfinder ihre Waffenentwicklungen einreichen konnten. Diese dauerten bis 1928 an.
Am Ende aller Tests entschied sich die Kommission für das später als M1 eingeführten Selbstladegewehr von John Garand. Das M1 wurde 1936 als Standardwaffe bei der U.S. Army eingeführt und wurde im Zweiten Weltkrieg auch als Ersatz für den Johnson Cal. 30 M41 Halbautomaten an das Marine Corps abgegeben. Die Serienproduktion lief 1937 an und wurde stetig erhöht, um die gesamten Streitkräfte mit dieser Waffe auszurüsten, da von Seiten der Regierung ein neuer Weltkrieg befürchtet wurde. Bis zum Ende des Zweiten Weltkriegs wurden in Springfield etwa 3,5 Millionen M1-Gewehre produziert. Damals waren etwa 14.000 Personen im Springfield Arsenal beschäftigt.
Als der Krieg beendet war, wurde die Zahl der Beschäftigten sehr schnell auf etwa 1.700 Personen reduziert, welche ebenfalls wieder zu einer normalen 40-Stunden-Woche zurückkehrten.
Durch die nach dem Zweiten Weltkrieg auftretenden Spannungen erhöhte man die Zahl der Beschäftigten wieder auf 6.000 bis Juli 1951 und im Koreakrieg waren bis 7.700 Personen in der Springfield Armory beschäftigt.
Nach dem Koreakrieg reduzierte sich die Mitarbeiterzahl wieder und blieb bis zur Schließung der Waffenfabrik konstant bei 2.500.
Die Hauptaufgaben wandelten sich jetzt in die Bereiche Forschung und Entwicklung, Reparatur und Prototypenherstellung. So wurden das M14-Gewehr und weitere Experimentalwaffen entwickelt.
Während des Vietnamkriegs wurden in Springfield neben Gewehren auch Maschinengewehre, Granatwerfer und anderes Militärmaterial entwickelt. Hergestellt wurden jedoch nur Prototypen und Vorserien, die Entwürfe wurden zur Produktionsreife ausgearbeitet und anderen Zulieferern der U.S. Armee zur Verfügung gestellt.

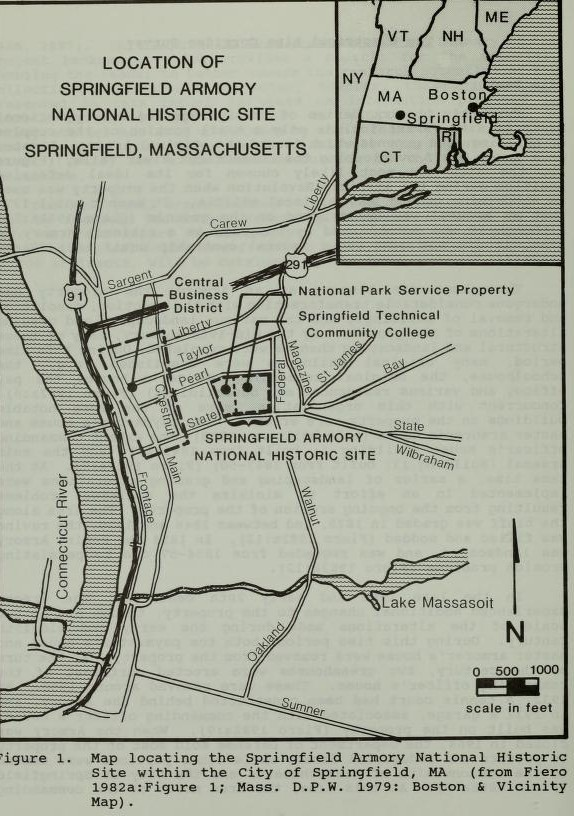
Lageplan der Springfield Waffenfabrik – heute im Nationalen Verzeichnis historischer Stätten

Am 19. November 1964 entschied Verteidigungsminister Robert S. McNamara, dass die Vereinigten Staaten keinen Bedarf mehr an einem eigenen Waffenhersteller hätten. Die Schließung wurde für April 1968 angekündigt.

### Heutige Nutzung
Nach der Schließung wurden zwischen 1987 und 1991 die wichtigsten Gebäude renoviert und für neue Nutzungen hergerichtet. Heute ist die Springfield Armory ein im National Register of Historic Places (Nationales Verzeichnis der Historischen Stätten) eingetragenes Museum, das vom Innenministerium, beziehungsweise von dem ihm unterstellten National Park Service verwaltet wird. Am 19. Dezember 1960 wurde der Ort als National Historic Landmark eingetragen.
Das als Springfield Armory National Historic Site eingestufte Museum beherbergt eine umfassende Sammlung von Waffen und anderen Zeugen aus der amerikanischen Industriegeschichte. In einem anderen Teil der Gebäude ist eine technische Hochschule, das Springfield Technical Community College (STCC) untergebracht.
Bereits sechs Jahre nach der Schließung der Armory übernahm Robert Reese, ein amerikanischer Industrieller, den nun nicht mehr geschützten Namen für seine 1974 neu gegründete Firma im Waffengeschäft. Diese Springfield Armory, Inc. mit Standort in Geneseo (Illinois) produziert und importiert Waffen und kann dabei von einem der traditionell wichtigsten Namen der US-Waffenindustrie profitieren, ohne dass je eine Beziehung zwischen den beiden bestanden hätte.

## Produktion und Entwicklung von Waffen

### Steinschlossgewehre
Die Waffenproduktion in Springfield begann 1795 mit der Fertigstellung von 220 Model 1795 U.S. Flintlock Muskets im Kaliber .69″, entsprechend (17,5 mm) von denen bis 1814 zwischen 80.000 und 85.000 in verschiedenen Varianten hergestellt wurden.
1807 wurde der Model 1807 U.S. Flintlock Carbine im Kaliber .54″ hergestellt und später folgte das Model 1816 U.S. Flintlock Musket im Kaliber .69″. Von den letzten 30.000 bei Springfield hergestellten Steinschlossmusketen Model 1840 U.S. Flintlock Musket wurde 1849–1851 ein großer Teil auf Perkussionszündung adaptiert, ab 1841 wurden in Springfield nur noch Perkussionsgewehre hergestellt.

### Model 1842 U.S. Percussion Musket
Bei dieser auch in der Harpers Ferry Armory hergestellten Muskete handelt es sich um die letzte glattläufige Waffe im Kaliber .69″. Sie hatte eine Lauflänge von 42″ entspricht 1060 mm, insgesamt wurden 275.000 Stück produziert, davon 172.000 in Springfield. Ein Teil dieser Waffen wurde später mit Zügen versehen. Sie trugen die Bezeichnung Model 1842 U.S. Rifled Musket.
Hätte sich die Produktion der 450 Waffen nicht bis 1844 verzögert, wäre das Kadettengewehr Model 1841 U.S Percussion Cadet Musket die erste Perkussionswaffe geworden. Ein ähnliches Kadettengewehr wurde dann nochmals 1851 produziert.

### Model 1847 U.S. Artillery Musketoon
Für die Artillerie und die Kavallerie mit dem Model 1847 U.S. Cavalry Musketoon wurde eine Serie kurzläufiger Waffen mit glattem Lauf im Kaliber .69″ für die Nahverteidigung hergestellt und 1851 folgte das leichtere Kadettengewehr im Kaliber .57″, (14,5 mm) Model 1851 U.S. Percussion Cadet Musket.

### Model 1855 U.S. Percussion Rifle-Musket

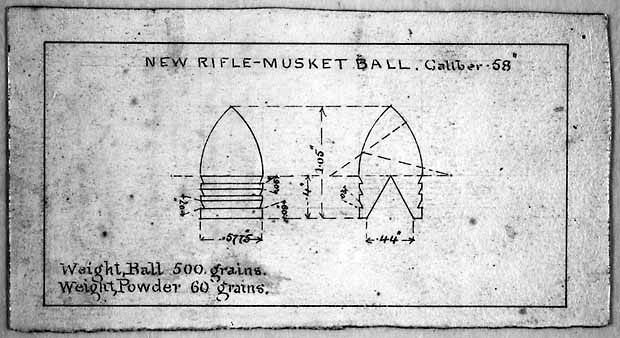
1855-Minié-Geschoss

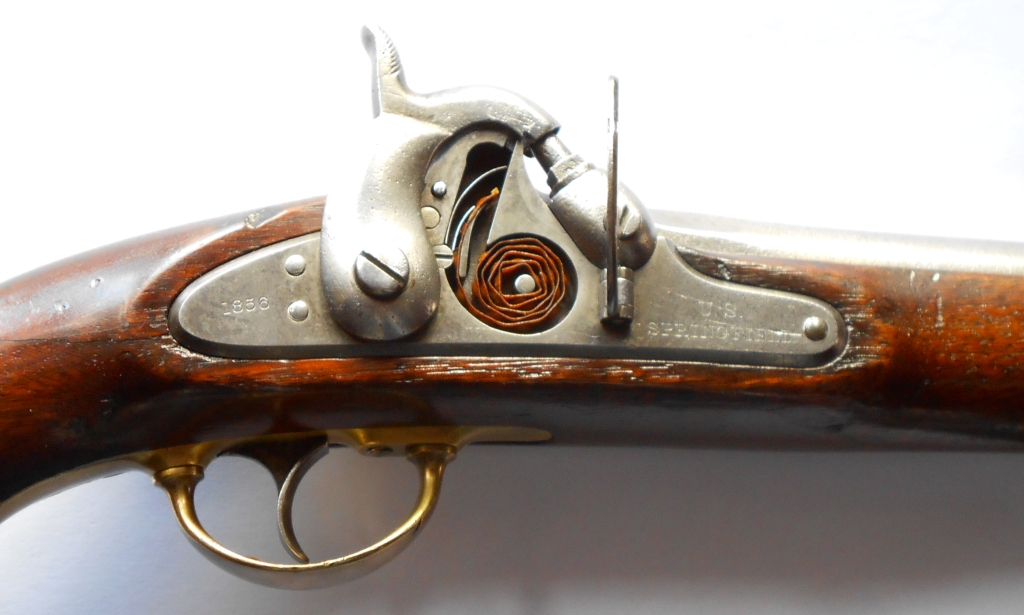
Springfield 1855 mit Maynard-Zündung

Das Model 1855 hatte ein Kaliber von .58″ (14,7 mm), was das Standardkaliber für die Vorderladergewehre im Amerikanischen Bürgerkrieg werden sollte. Die Waffe war das erste in großer Zahl eingeführte gezogene Vorderladergewehr der amerikanischen Armee. Von dieser Waffe wurden von 1857 bis 1861 gesamthaft 59.273 Stück hergestellt, davon 47.115 in Springfield und 12.158 in Harpers Ferry. Die Waffe wurde auch als Pistolen-Karabiner hergestellt.
Es verschoss das von Claude Minié entworfene und in der Harpers Ferry Armory weiterentwickelte Minié-Geschoss, das durch den in der hinteren Höhlung wirkenden Gasdruck aufgeweitet und in die Züge eingepresst wurde. Der Vorteil dieses Geschosses war, dass es, weil unterkalibrig, leicht von vorne geladen werden konnte und sich beim Abschießen den Zügen anpasste.
Die Zündung erfolgte durch das Maynard-Zündsystem, bei dem die einzelnen Zündhütchen durch ein Band mit eingesetzten Zündpillen ersetzt waren. Diese wurden beim Spannen des Hahns automatisch auf das Piston geschoben. Das System wurde rasch wieder aufgegeben, da der Zuführer die richtige Position der Zündpille nicht garantierte, zudem war die Funktion bei nassem Wetter nicht gewährleistet. Im Bürgerkrieg wurden deshalb wieder konventionelle Zündhütchen eingesetzt.

### Model 1861 U.S. Percussion Rifle-Musket

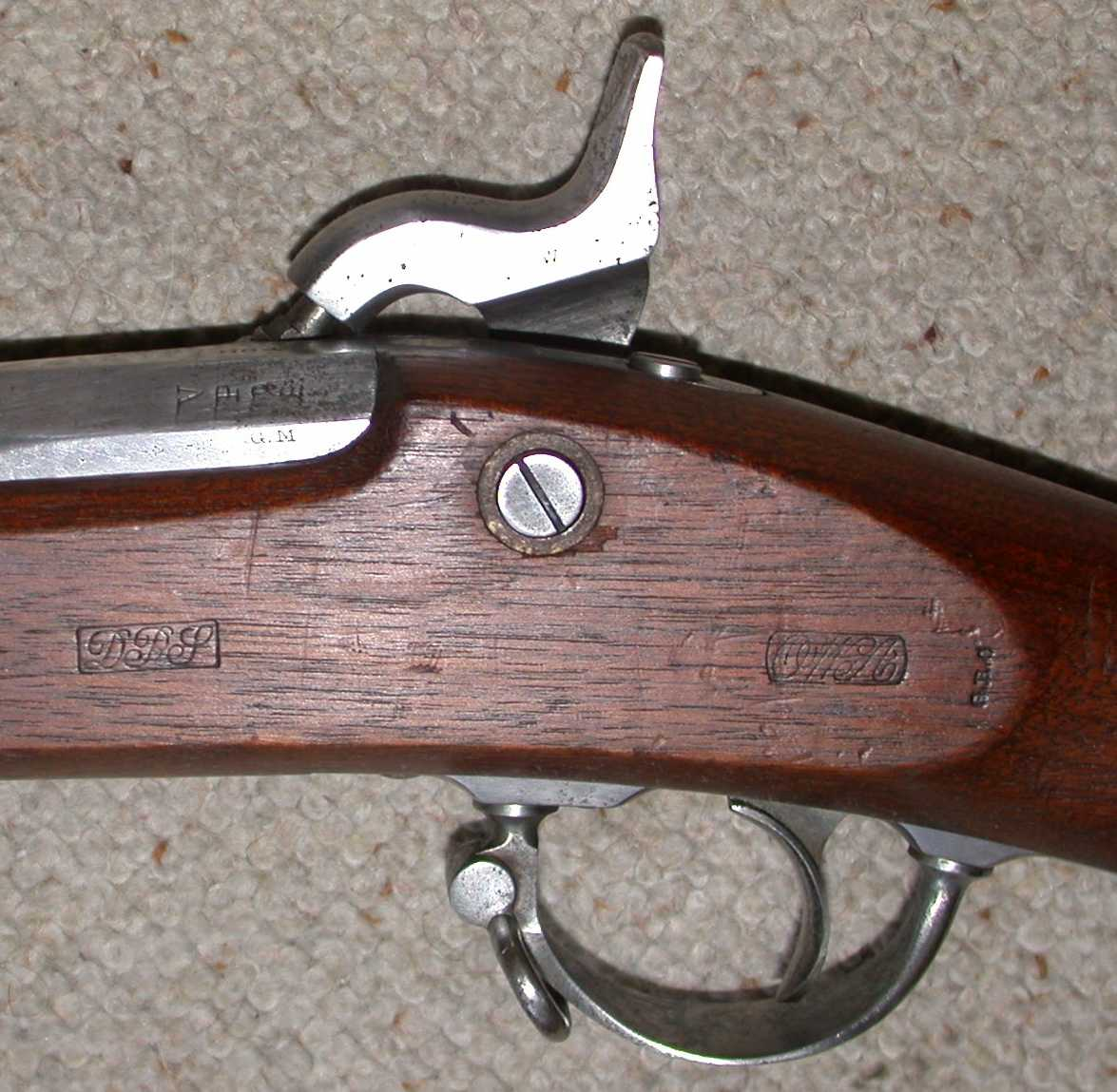
Inspektormarken DPS und OWA auf einem von Remington & Sons gelieferten Model 1861 U.S. Percussion Rifle-Musket

Eines der meistproduzierten Militärgewehre der USA waren das Model 1861 und Model 1863 U.S. Percussion Rifle-Musket Type I. Zwischen 1861 und 1863 wurden allein in der Springfield Armory 538.394 Stück hergestellt, mit privaten Zulieferern waren es über 800.000 dieser Waffen. Mit dieser in der Literatur als hervorragend bezeichneten Waffe konnte ein guter Schütze auf 100 Yards Distanz zehn Kugeln in einen vier Zoll großen Kreis platzieren.
1864 und 1865 wurden in Springfield weitere 255.040, etwas modifizierte Waffen unter der Bezeichnung Model 1863 U.S. Percussion Rifle-Musket Type II hergestellt. Alle diese Waffen hatten Kaliber .58″, der Lauf der Infanteriegewehre maß 40″, entsprechend 1026 mm und das Artillery Model hatte einen Lauf von 33″ (840 mm).
Die Waffen bestanden aus 47 Teilen, welche in 396 Arbeitsschritten erstellt und zusammengefügt wurden. Bei der Herstellung hatten die Arbeiter laut einer Zeitungsmeldung gegenüber der Regierung die volle Verantwortung für Fehler zu tragen. Da beispielsweise jeder sechzigste Lauf bei einer Prüfung explodierte, wurden diese Vorfälle detailliert untersucht und der verantwortliche Mitarbeiter musste den Schaden zahlen.
Die Bajonette wurden nicht mehr in Handarbeit hergestellt, sondern maschinell gefräst. Auch hier wurden Tests auf die Bruchfestigkeit durchgeführt und bei Fehlern die Arbeiter entsprechend finanziell belastet.

### Allin Conversion Model 1865 Rifle
Gegen Ende des Amerikanischen Bürgerkrieges entwickelte Erskine S. Allin, Büchsenmachermeister in der Springfield Armory aus dem Model 1861 U.S. Percussion Rifle-Musket einen Hinterlader mit Scharnierverschluß, die Allin Conversion Model 1865 Rifle.
Zwischen 1865 und 1870 wurde ein Teil der alten Perkussionsgewehre auf Hinterladung aptiert. Während die Allin Conversion Model 1865 Rifle für die .58-Randfeuerpatrone eingerichtet war, wurden weitere Model-1861-Perkussionsgewehre in Springfield Model 1866-Hinterlader, mit der offiziellen Bezeichnung U.S. Springfield Allin Conversion Model 1866 für die .50-70 Government-Zentralfeuerpatrone abgeändert. Insgesamt handelte es sich um etwa 95.000 Waffen. Sie waren die Vorläufer des Springfield Model 1873 mit dem gleichen Verschlusssystem im auf .45 reduzierten Kaliber.

### Model 1870 Rolling Block U.S. Navy Rifle
Zwischen 1870 und 1871 produzierte Springfield unter Lizenz der Remington Arms, Ilion, NY, 22.000 Rolling-Block-Gewehre im Kaliber .50-70, dazu wurden Läufe aus der Fertigung der Model 1868 U.S. Springfield Rifle verwendet. Für die Armee und für Testzwecke kamen 1871–1872 noch 10.000 solcher Gewehre und Karabiner dazu.

### Die „Trapdoor“ Springfields
In den frühen 1870er war General Alfred H. Terry der Präsident des Terry Boards, einer Kommission, die die Adoption eines Einzelladers im Kaliber .45 mit dem von Erskine Allin, dem Chefbüchsenmacher der Armory, entwickelten Verschluss empfohlen hatte. Am 6. Juni 1872 verabschiedete der Kongress einen Kredit von $ 150.000 für die Fabrikation des vom Terry Board empfohlenen Gewehres in der National Armory, Springfield.
Das Springfield Model 1873 und seine späteren Varianten war der letzte von der amerikanischen Armee eingesetzte Einzellader. Er wurde als Infanteriegewehr im Kaliber .45-70 Government eingesetzt. Der Karabiner verschoss eine etwas schwächer geladene Patrone, die .45-55. Zudem wurde eine Flinte für die Fleischversorgung der Truppe und ein Kadettengewehr hergestellt.

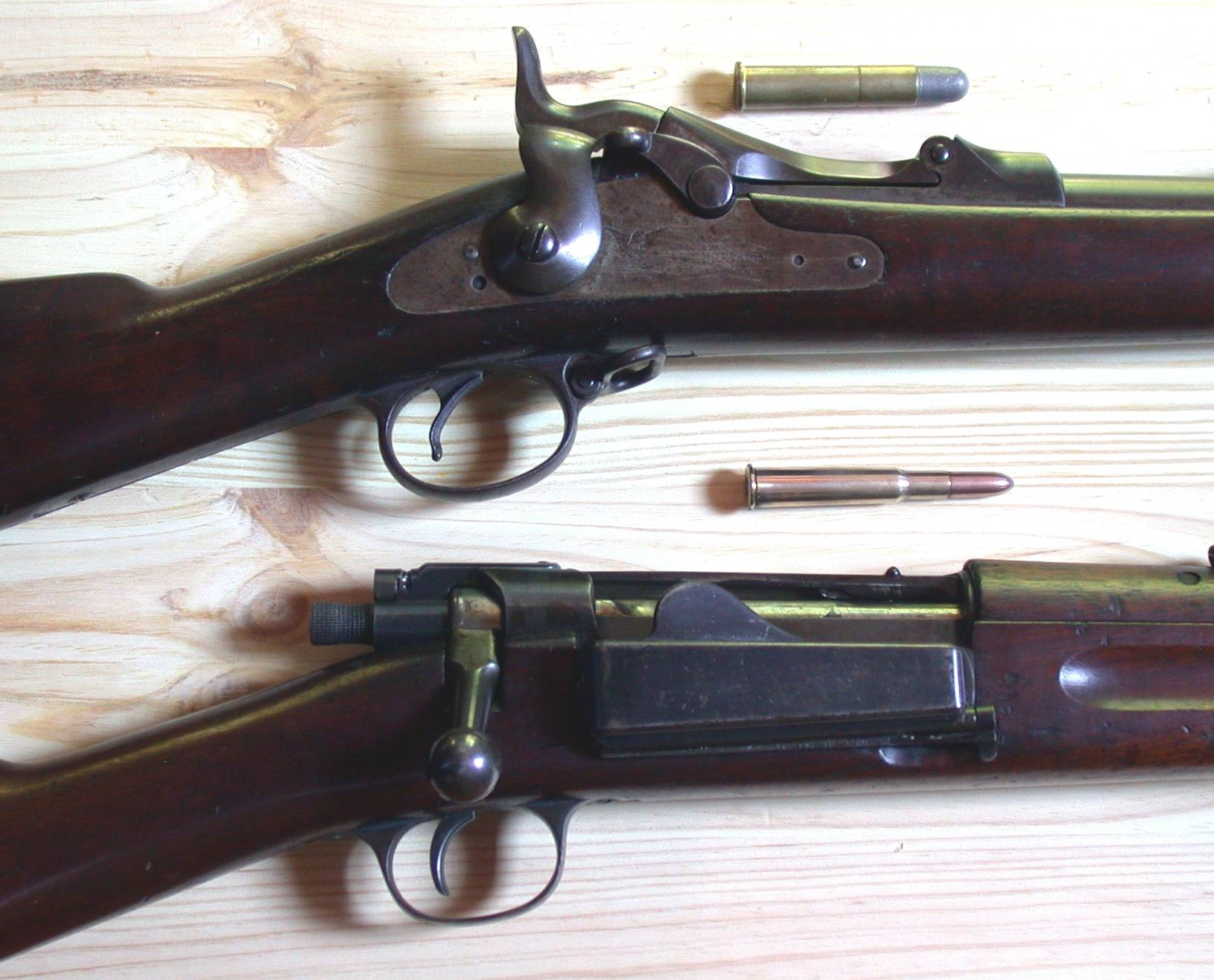
Springfield Model 1888 mit .45-70-Patrone, darunter Krag M1898 mit .30-Army-Patrone

Insgesamt wurden in Springfield zwischen 1873 und 1893 etwas über 568.000 dieser Waffen in verschiedenen Ausführungen hergestellt. Sie fanden Verwendung in den Indianerkriegen und wurden nach dem Aufkommen der Repetiergewehre an Sekundärtruppen abgegeben. Auf den Philippinen trugen philippinische Milizen noch Trapdoor Karabiner.

### Hotchkiss-Repetiergewehr Model 1879
Benjamin Berkeley Hotchkiss (1826 bis 14. Februar 1885) war ein vielseitiger Erfinder auf dem Gebiet der Waffen. Neben Geschützen, einer Revolverkanone und Maschinengewehren entwickelte er 1878 für Winchester ein Repetiergewehr im Kaliber .45-70 mit Zylinderverschluss und einem Röhrenmagazin im Kolben. Für die US-Armee und die U.S. Navy wurden einige Tausend dieser Waffen als Musketen und Karabiner hergestellt. Aus US-Ordnance-Dokumenten geht hervor, dass alle diese Waffen von der Springfield Armory produziert worden sind, nach anderen Quellen wurden diese bei Winchester mit in Springfield gefertigten Läufen zusammenbaut.

### US Krag-Jørgensen M1892 Rifle
Ab 1892 wurde der Springfield-Einzellader durch das fünfschüssige Krag Model 1892-Repetiergewehr und den Krag-Karabiner mit Zylinderverschluss im Kaliber .30-40 Krag abgelöst. Die Waffe war eine auf amerikanische Anforderungen angepasste Variante des in Norwegen von Ole Krag und Erik Jørgensen entwickelten Infanteriegewehres. Sie war die Waffe der US-Truppen im Spanisch-Amerikanischen Krieg und nachher im Philippinisch-Amerikanischen Krieg. Insgesamt wurden in Springfield zwischen 1892 und 1899 etwas über 485.000 dieser Gewehre und Karabiner in verschiedenen Varianten hergestellt.

### U.S. Springfield Cal. .30-06 M1903 Rifle

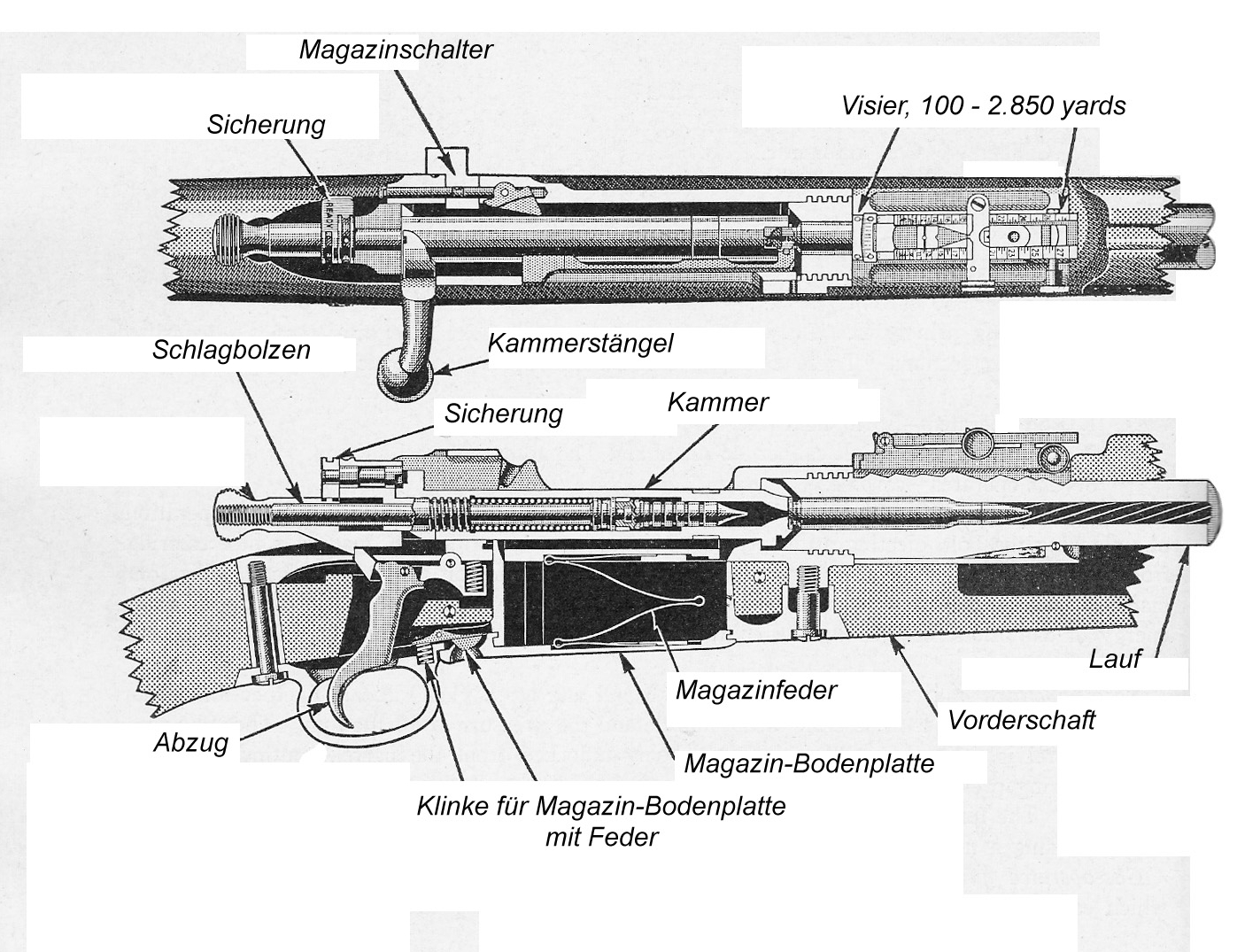
Verschluss des Model 03

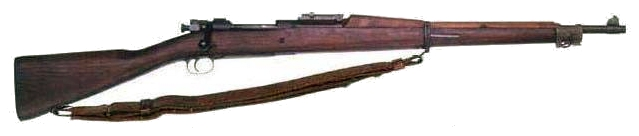
Springfield M1903

Kurz nach der Einführung des Krag-Gewehres begann das U.S. Army Ordnance Department, sich für das Mauser-System zu interessieren und 1901 wurden bei der Springfield Armory 5.000 Waffen dieses Systems mit 30″-Läufen (760 mm) in Auftrag gegeben. Noch bevor diese fertiggestellt waren, entschied sich die Behörde für kürzere Läufe von 24″ (610 mm), damit die Waffe bei Infanterie und Kavallerie eingesetzt werden konnte. Diese Springfield M1903-Gewehre und die neuen Patronen .30-03 wurden 1905 getestet und zur Einführung empfohlen. Im gleichen Jahr zahlte die U.S. Regierung Lizenzgebühren in Höhe von $ 200.000 an Mauser für Rechte am Verschluss- und Magazinsystem und anderer Konstruktionsdetails.
Nach der Umstellung auf die neue .30-06-Patrone mit Spitzgeschoss stellten das Springfield Arsenal und das Rock Island Arsenal, Illinois, bis zum Ende des Ersten Weltkrieges 843.239 dieser Waffen her. Bis zum Anfang des Zweiten Weltkrieges produzierte das Springfield Arsenal insgesamt 1.028.634 Model-03-Springfield-Gewehre in diversen Varianten.

### U.S. Rifle Cal. .30 M1 (Garand)
Nachdem John C. Garand dem U.S. Ordnance Department ein Verriegelungssystem für Selbstladegewehre vorgelegt hatte, dessen Funktion von der Rückstossenergie der Zündkapsel ausgelöst wurde, erhielt er 1921 von der Springfield Armory den Auftrag, als verantwortlicher Ingenieur die Entwicklung eines Selbstladegewehres voranzutreiben. Dieser von ihm entwickelte Gasdrucklader setzte sich 1929 in den vom U.S. Ordnance Department durchgeführten Tests gegen alle anderen Entwürfe, zuletzt gegen das von John D. Pedersen vorgeschlagene Gewehr im Kaliber .276 Pedersen, mit einem durch ein Kniegelenk verzögertem Massenverschluss durch. Ausschlaggebend für den Entscheid war die zu schwache .276-Patrone, die zur Gewährleistung der Funktion noch gefettet werden musste.
Zur Serienreife entwickelt, wurde er im Kaliber .30-06 von der Behörde 1936 als Ordonnanzwaffe der U.S. Armee adoptiert. Zwischen 1936 und 1940 wurden bei der Springfield Armory die ersten 50.000 dieser U.S. Rifle .30 M1 genannten Gewehre hergestellt. Ab 1940 wurden bis zum Kriegsende 4,2 Mio. dieser Waffen mit einem leicht modifizierten Gasentnahmesystem hergestellt. Hauptlieferant war die Springfield Armory; 513.582 Waffen wurden von der Winchester Repeating Arms, New Haven, Connecticut produziert.

### 7.62 Rifle M14
Die letzte Entwicklung der Springfield Armory war die Anpassung des U.S. Rifle .30 M1-Gewehres an die Auflagen der NATO. Der erste, im November 1944 vorgestellte Prototyp Rifle, caliber .30, T20, glich äußerlich dem Garand und war umschaltbar auf Einzel- und Serienfeuer. Die Patronenzufuhr erfolgte über ein unten einsetzbares Magazin. Das daraus entwickelte M 14-Gewehr verschießt die 7,62 × 51-mm-NATO-Patrone und existiert auch in einer M15 genannten Variante, die auf Serienfeuer umschaltbar ist. Es hat in Gegensatz zum Garand M1 ein unten einsetzbares 20 Schuss-Kastenmagazin und einen kurzen Vorderschaft. Es wurde nur in kleinen Mengen in der Springfield Armory hergestellt. Hauptlieferanten waren private Fremdhersteller.

### Pistolenproduktion
Obschon ein Großteil der Faustfeuerwaffen von Fremdlieferanten wie Simeon North, Berlin, Connecticut, A.H. Waters & R.Johnson, Millbury, Connecticut, N.P.Ames, Springfield, Mass. und Henry Aston and Ira Johnson, Middletown, Connecticut hergestellt wurden, produzierte auch die Springfield Armory Pistolen.
Die ersten in Springfield für die Armee hergestellten Pistolen waren 2.000 Model 1817 Flintlock Pistols im Kaliber .69". Sie entsprachen dem in Harpers Ferry hergestellten Modell 1807 und wurden später auf Perkussionszündung abgeändert.
Beim in Springfield hergestellten Springfield-Model-1855-Pistolen-Karabiner handelt es sich um eine Pistole mit gezogenem Lauf im Kaliber .58″, Lauflänge 12″ (30 cm) und einer Visierung bis 400 Yard. Totalproduktion 4021. Die Pistole war mit einem abnehmbaren Holzkolben versehen und sollte von der Kavallerie zu Pferd als Pistole und abgesessen als Karabiner verwendet werden. Da ein großer Teil der US-Kavallerie ab 1847/48 mit Coltrevolvern bewaffnet wurde, hatte diese Pistole keine Zukunft. Auch später wurden in Springfield, mit Ausnahme der 1914/15 gefertigten 25.767 dem Colt M1911 entsprechenden Armeepistolen, keine Faustfeuerwaffen mehr serienmäßig hergestellt.

## Instandhaltung, Abnahme und Abänderung von Waffen
Die National Armory, Springfield, hatte eine doppelte Funktion, sie war auch das wichtigste Armee-Arsenal der Vereinigten Staaten. Eine der Aufgaben des Springfield Arsenals war, neben anderen Arsenalen, die Lagerung und Wartung von Waffen der US-Streitkräfte in Friedenszeiten.
Eine weitere Aufgabe war die Kontrolle und Abnahme der Waffen von Fremdlieferanten. Aus Logistikgründen wurden diese Kontrollen durch von der Springfield Armory bestimmte Inspektoren bei den jeweiligen Herstellern durchgeführt. So beauftragte der damalige Kommandant der National Armory, James G. Benton, in einem Brief vom 30. Okt. 1873 den Hauptmann John R. Edie mit der Organisation der Inspektion der von Colt zu liefernden Colt-Single-Action-Army-Revolver.

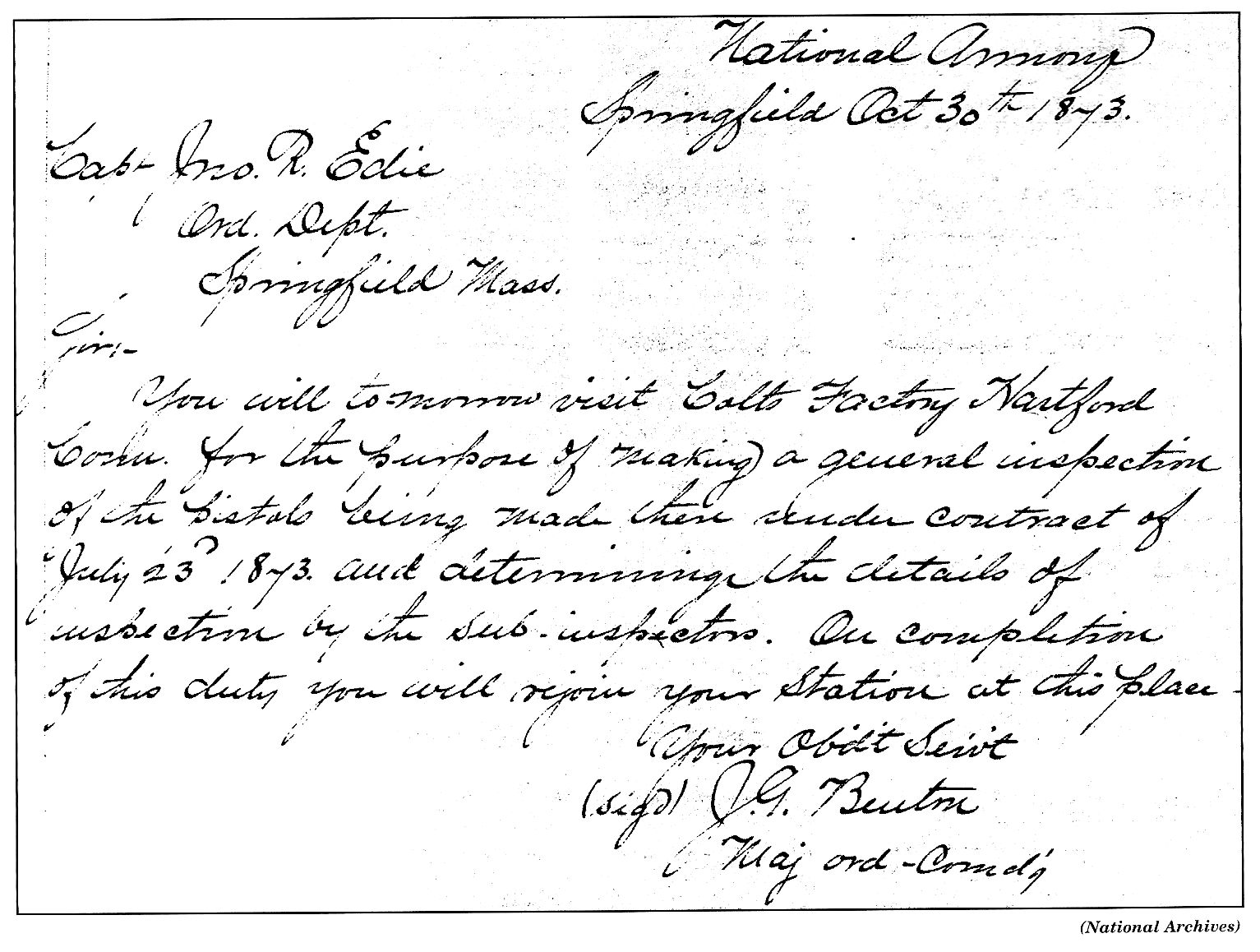
Brief vom Kommandanten der National Armory, James G. Benton an Capt. John R. Edie betreffend Inspektion von Coltrevolvern

Als zentrales Arsenal war auch die Übernahme und Verteilung an die diversen Arsenale in den Vereinigten Staaten Aufgabe des Springfield Arsenals.
Die Instandhaltung und Abänderungen von Waffen waren zumindest teilweise Aufgabe der Fabrik, 1842 beauftragte beispielsweise das Ordnance Department die Springfield Armory, alle nach 1831 hergestellten in den Arsenalen lagernden und nie eingesetzten Steinschlossmusketen auf Perkussionszündung abzuändern. Diese Umrüstung lief nach der Erneuerung der Produktionseinrichtungen erst ab 1849 richtig an, von 1849 bis 1851 wurden in der Springfield Armory über 26.800 Musketen des Model 1840 Flintlock auf Perkussionszündung umgerüstet.
Ein anderes dokumentiertes Beispiel für die Abänderung von Waffen ist die zwischen 1894 und 1898 Abänderung von „Colt Single Action Army“-Revolvern durch die Kürzung der Läufe von 7½″ auf 5½″ und Aufrüstung dieser Waffen. Diese Arbeiten wurden zum großen Teil in Springfield durchgeführt. Während der Hersteller Colt etwas über 6600 Revolver abänderte, brachte es Springfield auf über 16.500 Stück.

## Kulturelle Rezeption
Im Jahr 1843 besuchte Henry Wadsworth Longfellow die Armory und schrieb sein Gedicht „The Arsenal at Springfield“.
Das Anti-Kriegsgedicht beschreibt die Reihen fertiger Waffen, von denen dort damals eine Million Stück gehortet wurden. Sie lagen vertikal in offenen Schränken: „Like a huge organ, rise the burnished arms“ (dt. „Wie eine riesige Orgel, die ihre polierten Arme hebt“).